# Heinz Unger (Mathematiker)
Heinz Unger (* 10. Juni 1914 in Nordhausen; † 6. November 2007) war ein deutscher Mathematiker, Ingenieurwissenschaftler und Hochschullehrer.

## Leben
Heinz Unger wurde 1914 als Sohn des Ingenieurs und Direktors Max Unger in Nordhausen am Harz geboren. Seine Mutter war eine geborene Bornemann. Heinz Unger ging in Augsburg, München und Hildburghausen zur Schule. In Hildburghausen erhielt er 1934 das Reifezeugnis. Von 1937 bis 1941 studierte Unger Maschinenbau an der TH Darmstadt. Im Juli 1941 machte er die Diplomhauptprüfung mit Auszeichnung. Als Mitarbeiter von Viktor Blaess war er in den frühen 1940er Jahren an den Forschungen zur Raketentechnologie im Vorhaben Peenemünde beteiligt. 1942 oder 1943 wechselte er zu Alwin Walther und arbeitete bis zum Ende des Zweiten Weltkrieges in einer Ausweichstelle des Instituts für Praktische Mathematik (IPM) in Beerfelden im Odenwald. Dort wurden im Auftrag des Reichsforschungsrates Untersuchungen zu Vorhaben in Peenemünde durchgeführt.
Unger trat 1941 der Nationalsozialistischen Volkswohlfahrt (NSV) bei. 
Unger wurde im April 1944 am Institut für Praktische Mathematik der TH Darmstadt zum Dr.-Ing. promoviert. Sein Doktorvater war Alwin Walther, ein Pionier der maschinellen Rechentechnik. Das Thema von Ungers Dissertation lautet Numerische Behandlung von Anfangswertproblemen bei gewöhnlichen linearen Differentialgleichungen 2. Ordnung.
Von Januar 1946 bis 1955 war er wissenschaftlicher Assistent, später Dozent an der TH Darmstadt. Im Jahr 1948 habilitierte er sich ebenfalls an der TH Darmstadt und begann seine Lehrtätigkeit. Seine Habilitationsschrift trägt den Titel Zur Berechnung von Zylinderfunktionen mit Lommelschen Polynomen und Ableitungspolynomen. 1954 wurde er in Darmstadt außerplanmäßiger Professor.
Im Jahr 1955 wurde Heinz Unger ordentlicher Professor und Direktor des Instituts für Praktische Mathematik und Darstellende Geometrie der TH Hannover. Er beschaffte dabei den ersten Rechner für die TH Hannover, eine IBM 650.
Von 1958 bis zu seiner Emeritierung im Jahr 1979 war Unger Inhaber des Lehrstuhls für Angewandte Mathematik an der Friedrich-Wilhelms-Universität Bonn. Von 1958 bis 1968 war er in Bonn Leiter des Rheinisch-Westfälischen Instituts für instrumentelle Mathematik. Im Jahr 1968 gründete er zusammen mit Ernst Peschl aus dem Bonner Institut für Instrumentelle Mathematik heraus die Gesellschaft für Mathematik und Datenverarbeitung (GMD). Diese von der Bundesregierung und dem Land Nordrhein-Westfalen getragene Großforschungseinrichtung wurde im Jahr 2001 in die Fraunhofer-Gesellschaft integriert (siehe auch Schloss Birlinghoven). In der Gründungsphase der GMD wirkte Unger als ihr erster wissenschaftlicher Geschäftsführer und bis zu seiner Emeritierung im Jahr 1979 als Institutsleiter.
Von seinen 19 Doktoranden wurden mehrere später als Professoren tätig: Fritz Krückeberg (Bonn), Karl Heinz Böhling (Bonn), Eberhard Schock (Kaiserslautern), Jörg Blatter (Rio de Janeiro), Christian Fenske (Gießen), Jochen Reinermann (Aachen), Diethard Pallaschke (Karlsruhe), Kurt Georg (Fort Collins), Gerhard Schröder (Hannover) und Dimitrios Kravvaritis (Athen).
Heinz Unger lebte unter anderem in Bonn-Röttgen und starb im Alter von 93 Jahren. Er war seit 1944 mit (Johanna) Gisela Unger, geborene Weber, verheiratet. Das Paar hatte zwei Kinder.

## Wirken
Als Pionier des Wissenschaftlichen Rechnens und der Nutzung von Rechnern verknüpfte Unger mathematische und informatische Methoden zur Behandlung grundlegender wissenschaftlicher Fragestellungen ebenso wie zur Lösung praktischer ingenieurwissenschaftlicher Anwendungsprobleme.

## Veröffentlichungen (Auswahl)
- Numerische Behandlung von Anfangswertproblemen bei gewöhnlichen linearen Differentialgleichungen. Dissertation Darmstadt 1944.
- Zur Auflösung umfangreicher linearer Gleichungssysteme. In: Zeitschrift für angewandte Mathematik und Mechanik. Band 32, Heft 1, Januar 1952.